# Miguel Ángel Acevedo
Miguel Ángel Acevedo (Ceres, 8 de abril de 1960) es Contador público Nacional y político argentino. Actualmente es el Vicegobernador de la Provincia de Tucumán desde 2023. Anteriormente ejerció cargos públicos técnicos para el Gobierno de Tucumán.

## Biografía
Miguel Acevedo nació en Ceres, Santa Fe el 8 de abril de 1960, hijo de Antonio Guillermo Acevedo y Neove Itati Medina, padre de tres hijos: Mónica, Marcos y Lucas Acevedo Ibañez. 
Es Contador Público Nacional recibido de la Universidad del Norte Santo Tomás de Aquino.
En 1984 ingreso a trabajar como Técnico de Dirección General de Organización y Métodos.
En 1996 fue ascendido Director de Dirección General de Organización y Métodos.
En 1999 fue secretario de hacienda de la Provincia de Tucumán y en el mismo año se desempeñó como Ministro de Economía. 
En 2002 fue asignado al puesto de Director de Política Fiscal del Ministerio de Economía.
En 2003, ya en el gobierno peronista de José Alperovich asumió como Subsecretario de Estado de la Secretaría de Coordinación con Municipios, donde en 2007 fue ascendido al cargo de secretario.
En 2015 asumió como Ministro del Interior, cargo que mantuvo hasta el 2023.
En el contexto de la decisión de la Corte Suprema de anular la candidatura de Juan Manzur a vicegobernador de la Provincia de Tucumán el 9 de mayo de 2023, el 12 de mayo de 2023 fue presentado como candidato a vicegobernador de la Provincia de Tucumán después de haber conformado cargos técnicos en los anteriores gobiernos peronistas. Fue electo después de haber ganado con el 55% de votos las elecciones provinciales de 2023.
En 2023 fue electo vicegobernador de Tucumán obteniendo el 54,96 % de los votos contra la fórmula Sánchez-Alfaro de Juntos por el Cambio.